# Sarah Snook
Sarah Ruth Snook (nascida em 1 de dezembro de 1987, em Adelaide) é uma atriz australiana. Ela é conhecida por seu papel como Shiv Roy na série de drama da HBO, Succession (2018-2023), pelo qual ela ganhou dois prêmios  Globo de Ouro e um Emmy Awards.
Além de outros filmes, Sarah Snook apareceu em Not Suitable for Children (2012), These Final Hours (2013), Predestination (2014), The Dressmaker (2015), Steve Jobs (2015), The Glass Castle (2017) e Pieces of a Woman (2020). Ela ganhou dois AACTA Awards por seus papéis principais em Sisters of War (2010) e Predestination (2014).

## Biografia

### Infância, juventude e formação
Sarah Ruth Snook nasceu em 1 de dezembro de 1987 em Adelaide, na Austrália do Sul, e cresceu no subúrbio de Eden Hills. Ela tem duas irmãs mais velhas. Seus pais, um vendedor de piscinas e uma provedora de cuidados para idosos, se divorciaram quando ela era jovem. Sarah frequentou a Escola St. John's Grammar em Belair e ganhou uma bolsa de estudos de drama para o Scotch College em Torrens Park.Seu primeiro emprego remunerado foi como fada em festas de aniversário infantis.
Em 2008, ela se formou no Instituto Nacional de Arte Dramática de Sydney.

## Carreira

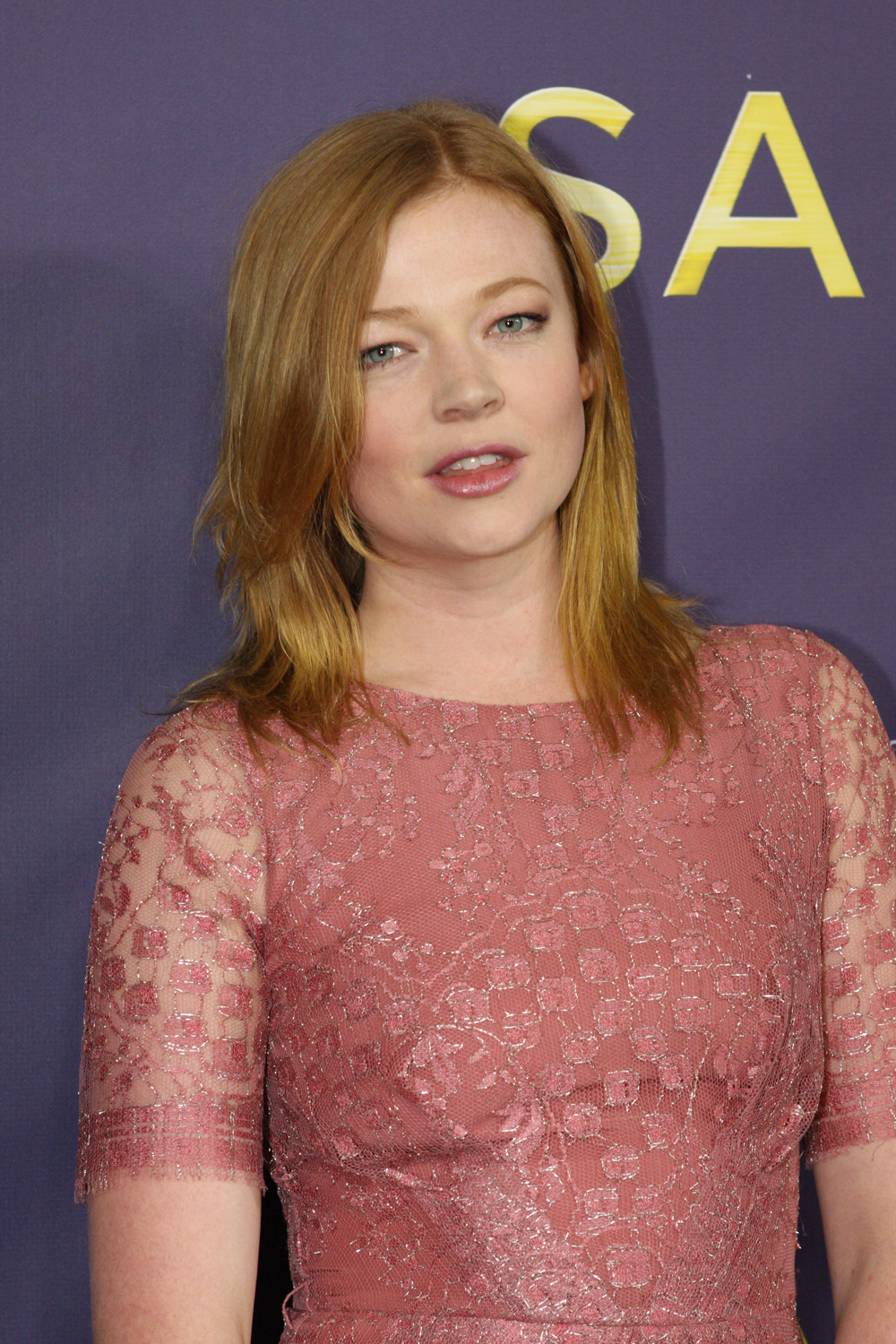
Snook na estreia de The Sapphires em 2012.

Durante sua passagem pela NIDA, Snook atuou em produções teatrais de Macbeth e Gallipoli. Em seguida, ela apareceu em King Lear com a State Theatre Company of South Australia em 2009. Ela estrelou uma série de filmes australianos, incluindo Not Suitable for Children (2012), These Final Hours (2013), e Predestination (2014). Sarah Snook também protagonizou o filme de terror sobrenatural Jessabelle (2014). Ela interpretou Andrea Cunningham no filme Steve Jobs de Danny Boyle (2015), estrelado por Michael Fassbender e Kate Winslet. No mesmo ano, ela atuou em The Dressmaker de Jocelyn Moorhouse, também estrelado por Kate Winslet e Judy Davis, pelo qual foi indicada ao prêmio AACTA de Melhor Atriz Coadjuvante. Snook também apareceu em The Glass Castle, estrelado por Brie Larson e baseado no romance de 2005 com o mesmo nome.
Em 2016, ela fez sua estreia no West End interpretando o papel de Hilde Wangel em uma nova montagem da peça Solness, o Construtor de Henrik Ibsen, ao lado de Ralph Fiennes no Old Vic. Paul Taylor, do The Independent, elogiou a performance de Sarah, escrevendo: "Sarah Snook, a jovem estrela australiana, é desarmadoramente direta, com uma voz profunda e desinibida, em uma performance segura e impressionante". Snook retornou aos palcos em 2018, interpretando Joana d'Arc na produção de Saint Joan de George Bernard Shaw pelo Sydney Theatre Company. Sua atuação foi aclamada por John Sand do Sydney Morning Herald, que descreveu sua performance como "cativante" e que "Snook captura a audácia indomável de uma adolescente cheia de paixão".

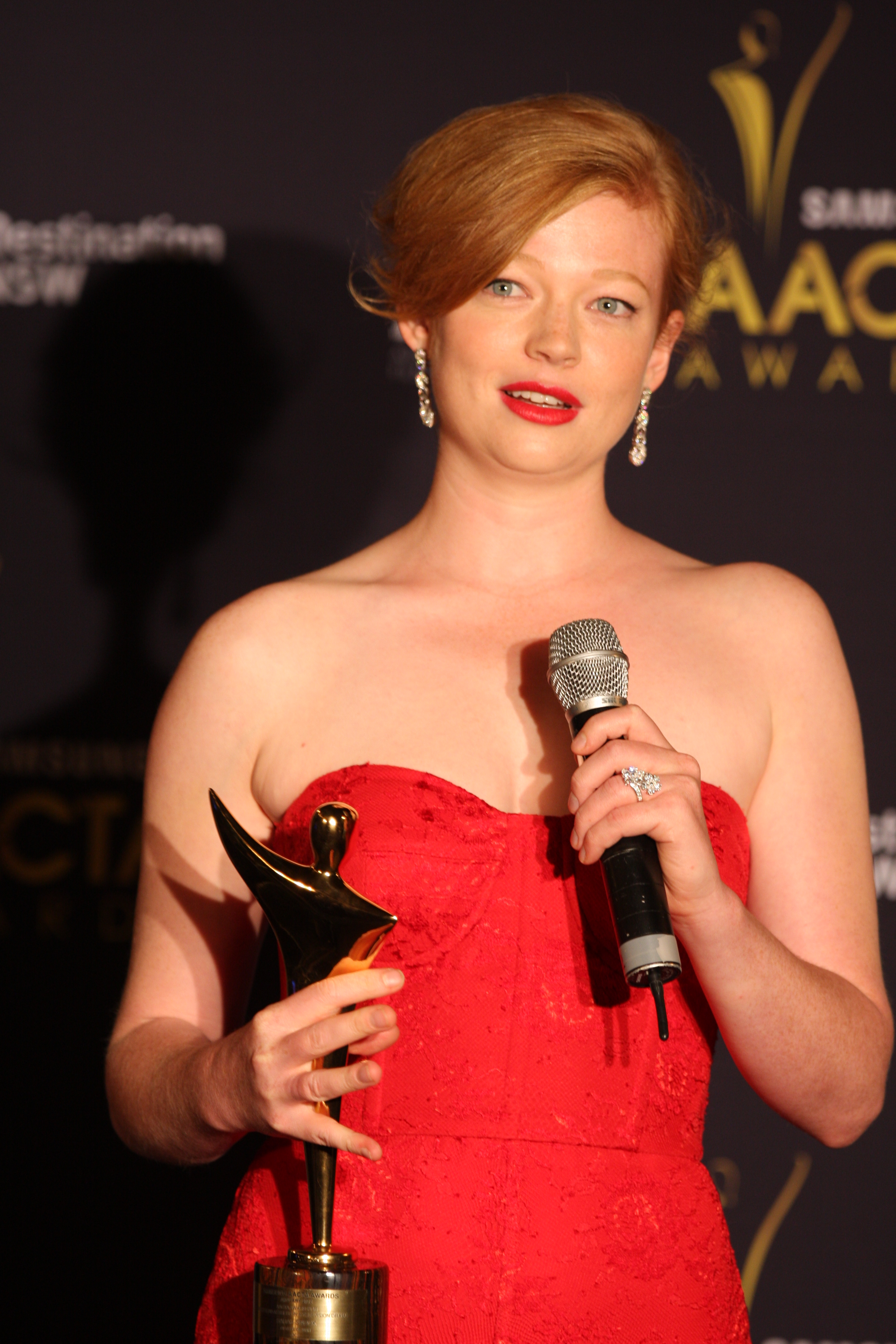
Sarah Snook venceu o AACTA em 2012.

De 2018 a 2023, Sarah Snook ganhou destaque por seu papel na série da HBO, Succession, como Siobhan "Shiv" Roy. O papel lhe rendeu muito reconhecimento e inúmeros prêmios, incluindo o Globo de Ouro de melhor atriz coadjuvante em televisão e o prêmio do Screen Actors Guild de Melhor Elenco em uma Série Dramática, ambos em 2022, além de indicações a dois prêmios Emmy do Primetime de melhor atriz coadjuvante em série dramática. Ao longo das quatro temporadas do aclamado drama, Snook foi elogiada por sua interpretação da ambiciosa Shiv Roy, sendo descrita por Flannery Dean, do The Guardian, como "a maior personagem de Succession", escrevendo: "Todas as semanas, quando Succession vai ao ar, #Shiv se torna regularmente uma tendência, suas habilidades de duplicidade e aniquilação conjugal atraindo assobios de admiração online. Shiv, interpretada por Sarah Snook, não é apenas a protagonista de Succession; ela é uma ruiva destruidora em massa".
Ela atuou no episódio de Black Mirror intitulado "Men Against Fire" (2016), ao lado de Malachi Kirby, Madeline Brewer e Michael Kelly. Em 2020, ela apareceu no filme de comédia da HBO, An American Pickle, contracenando com Seth Rogen, e no drama marital dirigido por Kornél Mundruczó para a Netflix, Pieces of a Woman. Em dezembro de 2021, ela substituiu Elisabeth Moss como protagonista no filme de terror e suspense Run Rabbit Run, dirigido por Daina Reid. Em janeiro de 2022, Sarah Snook foi escalada para o filme The Beanie Bubble, co-dirigido por Kristin Gore e Damian Kulash. Em 2022, Snook foi a narradora do documentário da Netflix Kangaroo Valley.
Em 2023, foi anunciado que Sarah Snook retornaria ao West End interpretando os 26 papéis na produção de O Retrato de Dorian Gray pela Sydney Theatre Company, no Theatre Royal Haymarket em janeiro de 2024.

## Vida Pessoal
Em 2020, Sarah Snook começou a namorar o comediante australiano Dave Lawson. Eles se casaram em 2021, no quintal da casa de Sarah em Brooklyn. Os dois tiveram uma filha em 2023.

## Filmografia

### Cinema
| Ano  | Titulo                    | Papel                    | Notas  |
| ---- | ------------------------- | ------------------------ | ------ |
| 2011 | Sleeping Beauty           | Flatmate                 |        |
| 2012 | Not Suitable for Children | Stevie                   |        |
| 2013 | These Final Hours         | mãe de Mandy             |        |
| 2014 | Predestination            | Jane                     |        |
| 2014 | Jessabelle                | Jessie Laurent           |        |
| 2015 | The Dressmaker            | Gertrude "Trudy" Pratt   |        |
| 2015 | Oddball                   | Emily Marsh              |        |
| 2015 | Holding the Man           | Pepe Trevor              |        |
| 2015 | Steve Jobs                | Andrea "Andy" Cunningham |        |
| 2017 | The Glass Castle          | Lori Walls               |        |
| 2018 | Winchester                | Marian Marriott          |        |
| 2018 | Brothers' Nest            | Sandy                    |        |
| 2020 | An American Pickle        | Sarah Greenbaum          | [ 24 ] |
| 2020 | Pieces of a Woman         | Suzanne                  |        |

### Televisão
| Ano       | Titulo                | Papel                  | Notas                                                                  | Ref. |
| --------- | --------------------- | ---------------------- | ---------------------------------------------------------------------- | ---- |
| 2009      | All Saints            | Sophie                 | Episódio: "Curve Balls"                                                |      |
| 2010      | Sisters of War        | Lorna Whyte            | Telefilme                                                              |      |
| 2011      | Packed to the Rafters | Jodi Webb              | 2 episódios                                                            |      |
| 2011      | Blood Brothers        | Debbie Franklin        | Telefilme                                                              |      |
| 2011      | My Place              | Minna Muller           | Episódio: "Henry 1878"                                                 |      |
| 2011      | Spirited              | Antonia                | 10 episódios                                                           |      |
| 2013      | Redfern Now           | Sarah Donaldson        | Episódio: "Dogs of War"                                                |      |
| 2014      | The Moodys            | Louise                 | Episódio: "Happy Anniversary Kevin & Maree"                            |      |
| 2015      | The Secret River      | Sal Thornhill          | Elenco principal; 2 episódios                                          |      |
| 2015      | The Beautiful Lie     | Anna                   | Elenco principal; 6 episódios                                          |      |
| 2016      | Black Mirror          | Medina                 | Episódio: "Men Against Fire"                                           |      |
| 2018–2023 | Succession            | Siobhan "Shiv" Roy     | Elenco principal; 39 episódios                                         |      |
| 2019      | Robot Chicken         | Rose the Horse / Midge | Voz; Episódio: "Snoopy Camino Lindo in: Quick and Dirty Squirrel Shot" |      |
| 2020      | Soulmates             | Nikki                  | Episódio: "Watershed"                                                  |      |
| 2023      | Koala Man             | Vicky                  | Voz; Elenco principal                                                  |      |

### Teatro
| Ano  | Titulo                   | Papel        | Dramaturgo          | Local                              | Ref. |
| ---- | ------------------------ | ------------ | ------------------- | ---------------------------------- | ---- |
| 2009 | King Lear                | Cordelia     | William Shakespeare | State Theatre Company of Australia |      |
| 2016 | Solness, o Construtor    | Hilde Wangel | Henrik Ibsen        | Old Vic, West End                  |      |
| 2018 | Saint Joan               | Joana d'Arc  | George Bernard Shaw | Sydney Theatre Company, Australia  |      |
| 2024 | O Retrato de Dorian Gray | Performer    | Oscar Wilde         | Almeida Theatre, West End          |      |